# Benson State Recreation Area
Das Benson State Recreation Area ist ein State Park im Multnomah County im US-Bundesstaat Oregon. Der Park liegt 1,5 km westlich der Multnomah Falls an der I-84. In unmittelbarer Nähe liegen der Shepperd’s Dell State Park und der Guy W. Talbot State Park. Der Latourell Creek und der Youngs Creek fließen durch den Park bis zu ihrer Mündung in den Columbia River.
Ein Teil des Geländes wurde um 1910 von Simon Benson erworben, einem Holzbaron und Befürworter des Baus des Historic Columbia River Highway. Später schenkte er es der Stadt Portland, die es schließlich 1939 dem Staat Oregon als State Park überließ. Das Civilian Conservation Corps baute zwischen 1933 und 1935 erste Wege und andere Einrichtungen im Park. Bis 1977 wurde das Parkgebiet durch Schenkungen und Ankäufe auf die heutige Größe von 117 ha erweitert. 
Der Park ist ein Tagesausflugsziel, die Nutzung ist gebührenpflichtig. Der Park verfügt über einen Picknickplatz und einen Discgolf-Platz. Im Park liegt ein See, der als Badesee und dem Angelsport dient und mit Ruderbooten befahren werden kann. Jedes Jahr ist am ersten Juniwochenende der Free Fishing Day, an dem jeder nach Regenbogenforellen im See angeln kann.